# Johann Stockinger
Johann Stockinger (* 21. Februar 1880 in Krensdorf; † 22. Juni 1962 in Bad Sauerbrunn) war ein österreichischer Metallarbeiter und Politiker (SPÖ). Er war von 1922 bis 1923 Abgeordneter zum Burgenländischen Landtag. 

## Leben
Stockinger wurde als Sohn des Handschuhmachers und Tischlermeisters Paul Stockinger geboren. Er besuchte die Volksschule.
Stockinger war verheiratet.

## Politik
Stockinger war ab dem 9. Jänner 1921 erster Landesparteisekretär der Sozialdemokratischen Arbeiterpartei im Burgenland. Stockinger war zudem ab 1924 Gemeinderat und ab 1927 Vizebürgermeister der Gemeinde Bad Sauerbrunn. Stockinger wurde am 15. Juli 1922 als Abgeordneter zum Burgenländischen Landtag angelobt und vertrat die Sozialdemokratische Arbeiterpartei bis zum 13. November 1923 in diesem Gremium.